# Бантина

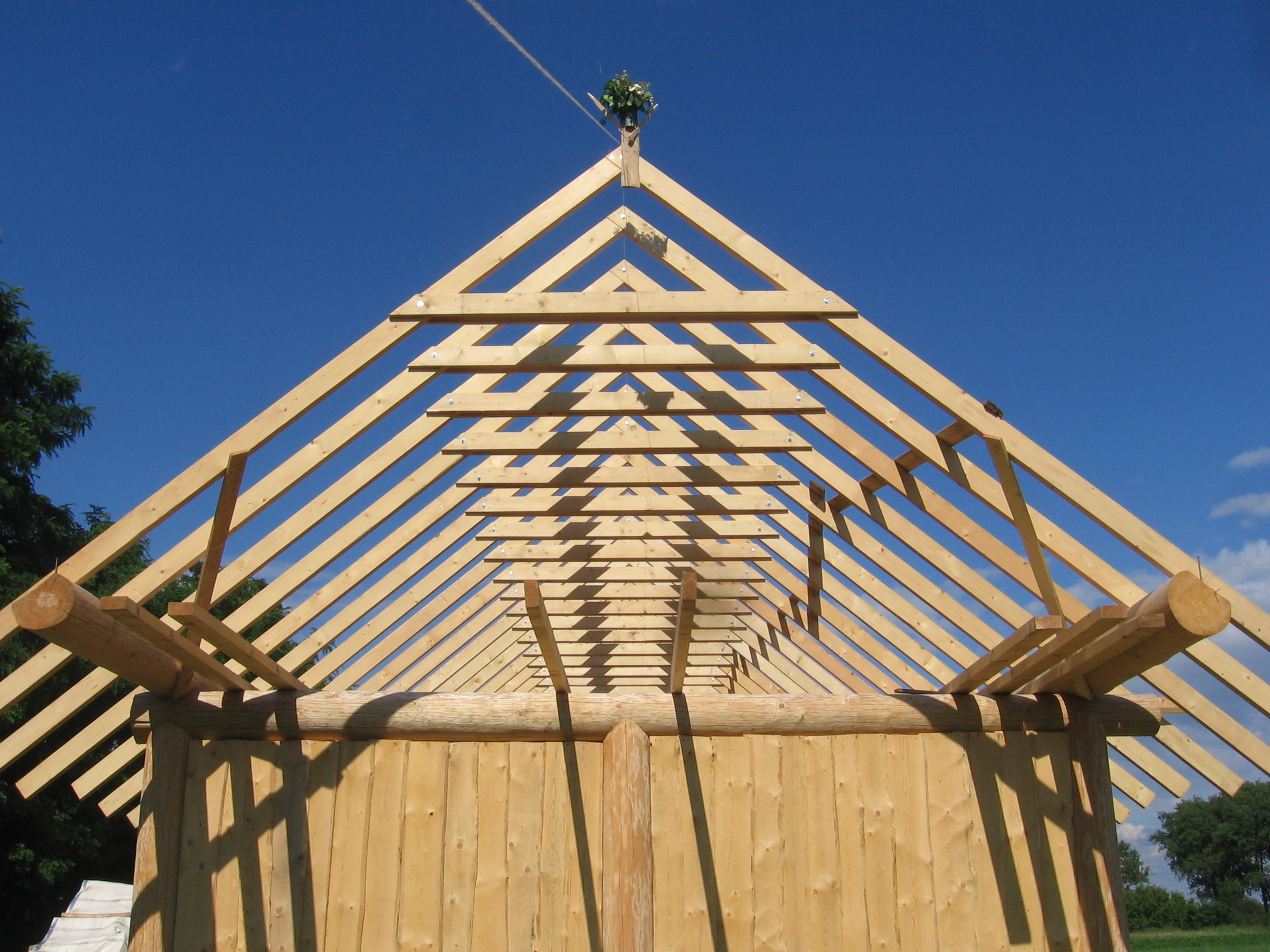
Крокви з бантинами

Ба́нтина, ба́нта (через пол. banta від нім. Band — «в'язь») — поперечна горизонтальна балка між кроквинами, є складовою кроквяної системи. Зміцнює кроквяну ферму, працює на стискання, запобігає прогинанню кроков усередину. Бантина ділить крокву на два відрізки в пропорції 2:1, і її довжина не повинна перевищувати 3,5 м.
Бантиною могли називати й поперечину, перекладку взагалі.